# Prvenstvo Hrvatske u softbolu 2005.
Prvenstvo Hrvatske u softbolu 2005..

## Konačni redoslijed
```
Por.  Klub            Ut  Pb Pz Pos:Pri Bod
1. Zagreb Giants      10  10  0 177: 79  10 
2. Mrki medvedi       10   8  2 153:108   8
3. Princ Jarun        10   5  5 154:153   5
4. Mladost Scorpions  10   4  6 166:203   4
5. Mrka Olimpija      10   3  7 112:143   3
6. Sisak Storks       10   0 10  65:141   0
```

Hrvatski prvaci za 2005. godinu su softbolaši Zagreb Giantsa.